# Monte Carlo Masters 2004
Monte Carlo Masters 2004 — тенісний турнір, що проходив на кортах з твердим покриттям у місті Рокбрюн-Кап-Мартен, Франція з 19 квітня . Належав до категорії Masters Series, був турніром серії Мастерс Монте-Карло 2004 року.

## Фінальна частина

### Одиночний розряд
Гільєрмо Кор'я —  Райнер Шуттлер 6–2, 6–1, 6–3

### Парний розряд
Тім Генман /  Ненад Зімоньїч —  Гастон Етліс /  Мартін Родрігес 7–5, 6–2